# L'ingenua libertina
L'ingenua libertina (L'Ingénue libertine) è un romanzo della scrittrice francese Colette, pubblicato per la prima volta nel 1909.

## Trama
Una brava ragazza di famiglia parigina, Minne, si scopre profondamente annoiata dal suo solito ambiente quotidiano fatto di comodità esteriori e nessuna sorpresa. Lei è una grande appassionata delle gesta di un gruppo di banditi che opera attorno a Levallois-Perret, delle cui avventure criminose legge sul giornale di nascosto dalla madre.
Ha un discreto rapporto di confidenza solamente col cugino Antoine, segretamente innamorato di lei. Una sera però, stanca di pensare invano al capo di quei banditi di cui tanto sogna di nome Curly, Minne prende in mano il proprio destino e s'imbarca nottetempo alla volta di Parigi.
Pochi anni dopo quella sua fuga Minne ha oramai sposato Antoine, senza d'altronde trovare molta felicità altrove tranne che nello svagarsi con ripetute relazioni extraconiugali. Il marito sa che Minne va alla ricerca di quel piacere che il matrimonio non è stato in grado di concederle.
Gli amanti occasionali della moglie non danno ad Antoine alcuna noia o fastidio, sicuro com'è che anche lei presto si rassegnerà nel condurre una vita del tutto prevedibile e noiosa tra le sue braccia e non ipotizzando in alcun modo che l'autentica felicità possa giungere inaspettatamente a Minne anche senza di lui.

## Adattamenti cinematografici
- 1950: Minne, l'ingénue libertine, film diretto da Jacqueline Audry e  con Danièle Delorme nel ruolo di Minne e Franck Villard in quello di Antoine.